# Чарлз Гілі
Чарлз Гілі (англ. Charles Healy, 4 жовтня 1883 — невідомо) — американський плавець і ватерполіст.
Срібний призер Олімпійських Ігор 1904 року.